# Noorwegen van A tot Z

Locatie van Noorwegen

## A
Å i Lofoten - 
Torstein Aagaard-Nilsen - 
Kjetil André Aamodt - 
Ragnhild Aamodt - 
Aardgas - 
Aardolie - 
Tom Aage Aarnes - 
Roald Aas - 
Ivar Aasen - 
A-ha - 
Mohammed Abdellaoue - 
Niels Henrik Abel - 
Abelprijs - 
Abelse groep - 
Aednafossen - 
Agdenes - 
Simen Agdestein - 
Per Egil Ahlsen - 
Akershus - 
Aker Stadion - 
Roger Albertsen - 
Haitam Aleesami - 
Ålesund - 
Alstahaug - 
Alta - 
Alta, rotskunst van - 
Alvdal (gemeente) - 
Alvdal (plaats) - 
Amsterdam (Spitsbergen) - 
Roald Amundsen - 
Andebu - 
Anton Jørgen Andersen - 
Arild Andersen - 
Axel Andersen - 
Hildur Andersen - 
Hjalmar Andersen - 
Jørn Andersen - 
Mathilde Andersen - 
Petter Andersen - 
Trond Andersen - 
Alfred Andersen-Wingar - 
Andøy - 
Annie (zangeres) - 
Antarctica - 
Antarctisch Verdrag - 
Sophie Apenes - 
Arbeiderspartij - 
Arctis - 
Aremark - 
Arendal - 
Finn Arnestad - 
Hildur Arntzen - 
Peter Christen Asbjørnsen - 
Nils Henrik Asheim - 
Asker - 
Askim - 
Askvoll - 
Askøy - 
Astrid, Prinses - 
Astrup-Fearnleymuseum voor Moderne Kunst - 
Atlantikwall - 
Atlantische Oceaan - 
Atna - 
Lilla Aubert - 
Audnedal - 
Aukra - 
Aure - 
Aurland - 
Aurskog-Høland - 
Aust-Agder - 
Austevoll - 
Austmarka (Kongsvinger) - 
Austrheim - 
Avdalsfossen - 
Averøy

## B
Espen Baardsen - 
Agathe Backer Grøndahl - 
Anders Backer-Grøndahl - 
Fridtjof Backer-Grøndahl - 
Nils Backer-Grøndahl - 
Bagli - 
Eirik Bakke - 
Morten Bakke - 
Balestrand - 
Peder Balke - 
Ballangen - 
Ivar Ballangrud - 
Balsfjord - 
Bamble - 
Pål Bang-Hansen - 
Barentszburg - 
Barentszeiland - 
Barentszzee - 
Christer Basma - 
Ari Behn - 
Maud Angelica Behn - 
Frederik Bekkevold - 
Bel Canto - 
Bereneiland - 
Harald Berg - 
Henning Berg - 
Runar Berg - 
Ørjan Berg - 
Johannes Berg-Hansen - 
Sølvi Berg-Jæger - 
André Bergdølmo - 
Bergen - 
Bergesiden - 
Jo Inge Berget - 
Ludvig Bergh - 
Totti Bergh - 
Bergset - 
Hanna Bergwitz-Goffeng - 
Ivar Bern - 
Bernadotte - 
Espen Berntsen - 
Hedda Berntsen - 
Jens Berntsen - 
Morten Berre - 
Berserker - 
Trond Erik Bertelsen - 
Henriette Bie Lorentzen - 
Birkebeiner - 
Kristian Birkeland - 
Vilhelm Bjerknes - 
Aasmund Bjørkan - 
Jens Bjørneboe - 
Stig Inge Bjørnebye - 
Bjørnstjerne Bjørnson - 
Henrik Bjørnstad - 
Ketil Bjørnstad - 
Black metal - 
Tom Blohm - 
Borghild Blyberg - 
Axel Gudbrand Blytt - 
Bodø - 
Lars Bohinen - 
Bokmål - 
Kjell Magne Bondevik - 
Carsten Borchgrevink - 
Borgen - 
Gustav Borgen - 
Bård Borgersen - 
Odd Bohlin Borgersen - 
Reidar Bohlin Borgersen - 
Hjalmar Borgstrøm - 
Per Borten - 
Bosfinnen - 
Bottenfjellet - 
Bouveteiland - 
Daniel Braaten - 
Vegard Braaten - 
Braathens - 
Bjørn Otto Bragstad - 
Brandval - 
Brann Stadion - 
Braskereidfoss - 
Rune Bratseth - 
Thora Bratt - 
Harald Brattbakk - 
Karoline Dyhre Breivang - 
Anders Breivik - 
Bård Breivik - 
Marit Breivik - 
Brekkefossen - 
Nora Brockstedt - 
Brumunddal - 
Gro Harlem Brundtland - 
Arne Brustad - 
Bjarne Brustad - 
Brydalen - 
Knut Brynildsen - 
Hans Christian Bræin - 
Trond Brænne - 
Waldemar Christopher Brøgger - 
Ole Bull - 
Buskerud - 
Ola By Rise - 
Skule Bårdsson - 
Bærum - 
Bø (Midt-Telemark) - 
Bø (Nordland) - 
Bø (Telemark) - 
Bø (plaats in Nordland) - 
Bømlo - 
Båtsfjord

## C
John Carew - 
Magnus Carlsen - 
Christelijke Volkspartij van Noorwegen - 
Lars Saabye Christensen - 
Christiaan I - 
Christiaan II - 
Christiaan III - 
Christiaan IV - 
Christiaan V - 
Christiaan VI - 
Christiaan VII - 
Christiaan Frederik - 
Nils Christie - 
Christoffel - 
Coast Air

## D
Dagbladet - 
Olivia Dahl - 
Sverre Dahl - 
Tore André Dahlum - 
Dalsbygda - 
Darkthrone - 
Petter Dass - 
Rohit David - 
Defensie - 
De zeven zusters (waterval) - 
Geir Digerud - 
Dimmu Borgir - 
Adama Diomande - 
Disenå - 
Mikkel Diskerud - 
Donkeyboy - 
Dovre - 
Drammen - 
Drammensbanen - 
Drangedal - 
Dronning Maud Land - 
Vilhelm Dybwad - 
Dyrøy - 
Drevsjø - 
Drøbak - 
Dønna - Directoraat voor cultureel erfgoed

## E
E10 - 
E12 - 
Edda - 
Een poppenhuis - 
Claus Eftevaag - 
Anna Egeberg - 
Betty Egeberg - 
Christian August Egeberg - 
Fredrikke Egeberg - 
Peder Cappelen Egeberg - 
Theodor Christian Egeberg - 
Westye Martinus Egeberg - 
Egersund - 
Egersunds IK - 
Dan Eggen - 
Knut Torbjørn Eggen - 
Eid - 
Eide - 
Eidfjord - 
Eidsberg - 
Eidskog - 
Eidsvoll - 
Bjørn Eidsvåg - 
Eigersund - 
Ekofisk - 
Hassan El Fakiri - 
Omar Elabdellaoui - 
Elgå - 
Catharinus Elling - 
Anne Karin Elstad - 
Jon Elster - 
Elvdal - 
Elverum gemeente - 
plaats - 
station - 
Mohamed Elyounoussi - 
Enebakk - 
Dagfinn Enerly - 
Thomas Enger - 
Engerdal - 
Erik I Bloedbijl - 
Erik II - 
Erik III - 
Erik de Rode - 
Nils Eriksen - 
Olaf Emil Eriksen - 
Stein Eriksen - 
Etne - 
Etnedal - 
EER - 
EFTA - 
Europese Economische Ruimte - 
Europese Vrijhandels Associatie - 
Evenes - 
Bernt Evensen - 
Jens Evensen - 
Evenstad - 
Evje og Hornnes - 
Jon Ewo - 
Exit

## F
Dag-Eilev Fagermo - 
Falstad - 
Fana IL - 
Farsund - 
Fauske (gemeente) - 
Fauske (plaats) - 
Fedje - 
Feigefossen - 
Femunden - 
Fet - 
Finnmark - 
Finnøy - 
Fitjar - 
Fjaler - 
Fjell - 
Fjord - 
Fjordenpaard - 
Jan Åge Fjørtoft - 
Flakstad - 
Flatanger - 
Flekkefjord - 
Flesberg - 
Flisa - 
Håvard Flo - 
Jostein Flo - 
Tore André Flo - 
Flora - 
Flå - 
Folgefonna - 
Folldal gemeente - 
plaats - 
Forollhogna - 
Nationaal park Forollhogna - 
Vegard Forren - 
Forsand - 
Fosnes - 
Karin Fossum - 
Marit Malm Frafjord - 
Odd Frantzen - 
Frederik I - 
Frederik II - 
Frederik III - 
Frederik IV - 
Frederik V - 
Frederik VI - 
Fredrikstad - 
Fremskrittsparti (Frp) - 
Friaren - 
Geir Frigård - 
Tor Fuglset - 
Furebergsfossen - 
Fylkesmann - 
Førde (Sogn og Fjordane) - 
Førde (Sveio)

## G
Jostein Gaarder - 
Galdhøpiggen - 
Galileotoppen - 
Staafkerk van Garmo - 
Gata - 
Geirangerfjord - 
Gemeenten per provincie - 
Gletsjer - 
Staafkerk van Gol - 
Golfstroom - 
Gorgoroth - 
Guttorm van Noorwegen - 
Berislav Grgić - 
Edvard Grieg - 
Grinder - 
Jostein Grindhaug - 
Frode Grodås - 
Grondwet - 
Grue - 
Trygve Gulbranssen - 
Olaf Gulbransson

## H
Haakon I - 
Haakon II - 
Haakon III - 
Haakon IV - 
Haakon V - 
Haakon VI - 
Haakon VII - 
Haakon Magnus, Kroonprins - 
Haakon Magnusson van Noorwegen - 
Trygve Magnus Haavelmo - 
Erik Hagen - 
Tom Harald Hagen - 
Alf-Inge Håland - 
Einar Halle - 
Gunnar Halle - 
Asbjørn Halvorsen - 
Hamar - Hammerfest - 
Gro Hammerseng - 
Knut Hamsun - 
Hanestad - 
Hanze - 
Hans Majestet Kongens Garde - 
Hans, koning - 
André Hansen - 
Asbjørn Hansen - 
Hugo Hansen - 
Maurits Hansen -
Sverre Hansen - 
Tore Hansen - 
Vegard Hansen - 
Hanzestad - 
Harald (Blauwtand) - 
Harald I (Schoonhaar) - 
Harald II - 
Harald III - 
Harald IV - 
Harald V - 
Hardangervidda - 
Hardangerviool - 
Åge Hareide - 
Jostein Hasselgård - 
Terje Hauge - 
Leif Kristian Haugen - 
Henning Hauger - 
Hedmark - 
Vegard Heggem - 
Thorstein Helstad - 
Sonja Henie - 
Heradsbygd - 
Herred - 
Camilla Herrem - 
Daniel Berg Hestad - 
Harry Hestad - 
Thor Heyerdahl - 
Hivjufossen - 
Hodalen - 
Hoffland - 
Erik Hoftun - 
Per-Mathias Høgmo - 
Jon Inge Høiland - 
Ludvig Holberg - 
Holøydalen - 
Anne Holt - 
Erik Holmberg - 
Rolf Holmberg - 
Øivind Holmsen - 
Erik Holtan - 
Hordaland - 
Fredrik Horn - 
Egil Hovland - 
Rune Høydahl - 
Erik Huseklepp - 
Thor Hushovd - 
Hurtigruten - 
Høyre

## I
Henrik Ibsen - 
Ilseng - 
Immortal - 
Inge I - 
Inge II - 
Ingeberg - 
Kåre Ingebrigtsen - 
Ingrid Alexandra, Prinses - 
Innbygda - 
Magnar Isaksen - 
ISO 3166-2:NO - 
Lijst van Noorse gemeenten met ISO 3166-2:NO codes - 
Odd Iversen - 
Steffen Iversen

## J
Ja, vi elsker dette landet - 
Finn Christian Jagge - 
Jahn Ivar Jakobsen - 
Jan Mayen - 
Kjetil Jansrud - 
Rune Jarstein - 
Roald "Kniksen" Jensen - 
Henry Johansen - 
Fredrik Hjalmar Johansen - 
Kari Mette Johansen - 
Erland Johnsen - 
Espen Johnsen - 
Frode Johnsen - 
Ronny Johnsen - 
Erling B. Johnson - 
Jordet - 
Jotunheimen - 
Jørgen Juve

## K
Kabeltrein (Bergen) - 
Freddy Kalas - 
Karel I - 
Karel II - 
Karel III Johan - 
Karel IV - 
Harry Boye Karlsen - 
Geir Karlstad - 
Aleksander Aamodt Kilde - 
Kirkenær - 
Kjellmyra - 
Kjosfossen - 
Lasse Kjus - 
Knapper - 
Knivskjelodden - 
Knoet de Grote - 
Eva Kolstad - 
Kongeparken - 
Kongsberg - 
Kongsvinger gemeente - 
plaats - 
station - 
Koningen - 
Koninklijk paleis - 
Koppang - 
Johann Olav Koss - 
Kraken - 
Kranten - 
Kristelig Folkeparti (KrF) - 
Kristiansand - 
Kristiansund - 
Henrik Kristoffersen - 
Kroon (munt) - 
Jon Kuvlung - 
Reidar Kvammen - 
Kvikne - 
Kvål - 
Kylstad

## L
Lærdal - 
Lærdalstunnel - 
Landstreken - 
Rune Lange - 
Langfoss - 
Lapland - 
Tonje Larsen - 
Dag Otto Lauritzen - 
Steinar Lem - 
Øyvind Leonhardsen - 
Lepra-archief van Bergen -
Håkon Wium Lie - 
Sophus Lie - 
Trygve Lie - 
Lillehammer - 
Lilleputthammer - 
Lofoten - 
Heidi Løke - 
Karl Petter Løken - 
Lom - 
Longyearbyen - 
Andreas Lund - 
Kristine Lunde - 
Katrine Lunde Haraldsen - 
Sverre Lunde Pedersen - 
Claus Lundekvam - 
Lutherse kerk - 
Else-Marthe Sørlie Lybekk - 
Pål Lydersen - 
Anni-Frid Lyngstad - 
Lynx - 
Jørgen Gunnarson Løvland - 
Lærdal - 
Lærdalstunnel - 
Låtefossen

## M
Madrugada - 
Magnus I - 
Magnus II - 
Magnus III - 
Magnus IV - 
Magnus V - 
Magnus VI - 
Inge Magnusson - 
Sigurd Magnusson - 
FK Mandalskameratene -
Marcus & Martinus - 
Mardalsfossen - 
Sigurd Markusfostre - 
Margaretha, Koningin - 
Märtha, Kroonprinses - 
Märtha Louise - 
Alf Martinsen - 
Maurits Hansen-prisen -
Fredrik Meltzer - 
Metro van Oslo - 
Mette-Marit, Kroonprinses - 
Mons Ivar Mjelde - 
Bente Moe - 
Svein Oddvar Moen - 
Moffen - 
Molde - 
Morten Moldskred - 
Magdalon Monsen - 
Edvard Moser - 
May-Britt Moser - 
Edvard Munch - 
Erik Mykland - 
Myrdalsfossen - 
Mythologie - 
Møre og Romsdal - 
Øystein Møyla

## N
Narbuvoll - 
Fridtjof Nansen - 
Narvik - 
Nationaal park Folgefonna - 
NAVO - 
Arnfinn Nesset - 
Erik Nevland - Nidaros-domkerk - 
Nieuwnoors - 
Roger Nilsen - 
Nobelprijs voor de Vrede - 
Nobel Vredescentrum - 
Noord-Europa - 
Noordelijke IJszee - 
Noordkaap - 
Noordpoolcirkel - Noordse kosmogonie- 
Noordse mythologie - 
Noordzee - 
Noors - 
Noors alfabet - 
Geschiedenis van het Noors - 
Noordse broeders - 
Noors Maritiem Museum - 
Noors volkslied - 
Noorse Historische Vereniging - 
Noorse monarchen - 
Noorse Zee - 
Noorwegen - 
Noorwegen en de Europese Unie - 
Nordkapp - 
Nordland - 
Nordlandsbanen - 
Nord-Trøndelag - 
Noren (volk) - 
Norges Statsbaner (Noorse Staatsspoorwegen) - 
NorNed-kabel - 
Norsk Hydro - 
North Sea Cycle Route - 
NRK - 
Norwegian Air Shuttle - 
Nyastølfossen - 
Nykkjesøyfossen - 
Nynorsk - 
Nærøyfjord - 
Arne Næss

## O
Odda - 
Ofotfjord - 
Olaf I - 
Olaf II - 
Olaf III - 
Olaf IV - 
Olaf V - 
Olaf Magnusson - 
Olonkinbyen - 
Frode Olsen - 
Roy Helge Olsen - 
Thorleif Olsen - 
Olympische Winterspelen 1952/1994 - 
Håkon Opdal - 
Oppland - 
Oscar I - 
Oscar II - 
Oslo - 
Oslofjord - 
Oslo Freedom Forum - 
Ottestad - 
Oudnoors - 
Tom Erik Oxholm

## P
Papegaaiduiker - 
Paperclip - 
Jonathan Parr - 
Morten Gamst Pedersen - 
Espen Bugge Pettersen - 
Pinnekjøtt - 
Poolvos - 
 Provincies - 
Pyramiden (Spitsbergen)

## Q
Vidkun Quisling

## R
Ragnhild, Prinses - 
Anders Rambekk - 
Ramnefjellfossen - 
Tore Reginiussen - 
Rendier - 
Knut Olav Rindarøy - 
Vidar Riseth - 
Rivertonprisen -
Rjoandefossen - 
Rjukanfossen - 
Roald Amundsens Zuidpoolexpeditie (1910-1912) - 
Rogaland - 
Rotskunst van Alta - 
Einar Rossbach - 
Sigurd Rushfeldt - 
Espen Ruud - 
Frode Rønning - 
Røros - 
Røst

## S
Saami - 
Bengt Sæternes - 
Sage van de Helgelandbergen - 
Samische taal - 
SAS - 
Schansspringen - 
De Schreeuw, Munch - 
Nils Johan Semb - 
Senterpartiet - 
Sigurd I - 
Sigurd II - 
Filippus Simonsson - 
Sissel - 
Skagerrak - 
Bent Skammelsrud - 
Skei/Surnadalsøra - 
Skiensvassdraget - 
Skrei - 
Sigurd Slembe - 
Sollia - 
SoMa - 
Socialistisch Links - 
Sognefjord - 
Sogn og Fjordane - 
Ståle Solbakken - 
Erna Solberg - 
Trond Sollied - 
Sonja I (Koningin) - 
Sophus Tromholtcollectie - 
Sosialistisk Venstreparti - 
Spitsbergen - 
Spitsbergen van A tot Z - 
Klimaat van Spitsbergen - 
Spoorlijnen - 
Språkrådet - 
Bjørn Spydevold - 
Thor Spydevold - 
Staafkerk - 
Staafkerk van Urnes -
Emil Stang - 
Stavanger - 
Steinsdalsfossen - 
Erling Steinvegg - 
Steinvik - 
stokvis - 
Jens Stoltenberg - 
Thorvald Stoltenberg - 
Jarl André Storbæk - 
Storting - 
Roar Strand - 
Strand (Hedmark) - 
Frank Strandli - 
Straume - 
Strindheim IL - 
Fredrik Strømstad - 
Snorri Sturluson - 
Suite 16 - 
Gard Sveen -
Thorbjørn Svenssen - 
Johan Sverdrup - 
Sven Gaffelbaard - 
Sverre, Koning - 
Sverre Magnus, Prins - 
Tommy Svindal Larsen - 
Syssel - 
Sømådalen - 
Jan Derek Sørensen - 
Sør-Trøndelag - 
Søtefossen

## T
Rune Tangen - 
Telemark - 
Territoriale prelatuur Trondheim - 
Alexander Tettey - 
Think - 
Erik Thorstvedt - 
Tinnegrend, station - 
Pia Tjelta -
Tram van Bergen - 
Tram van Oslo - 
Tram van Trondheim - 
Tristania - 
Trolleybussteden - 
Troms - 
Tromsø - 
Trondheim - 
Trykkerud, station - 
Trøndelag - 
Tufsingdal - 
Olaf Tufte - 
Tunnshello - 
TV2 - 
Tveitafossen - 
Tvindefossen - 
Tylldal - 
Tælavåg - 
Tørberget

## U
Frithjof Ulleberg - 
Linn Ullmann - 
Sigrid Undset - 
Unie van Kalmar - 
Universiteit van Bergen - 
Universiteit van Oslo

## V
Værøy - 
Venstre - 
Tarjei Vesaas - 
Vest-Agder - 
Vesterålen - 
Anne-Catharina Vestly - 
Vestfold - 
Bjørnar Vestøl - 
VG - 
Gustav Vigeland - 
Vigelandpark - 
Varg Vikernes - 
Vikingen - 
Viking Stadion - 
Vinger - 
Aasmund Olavsson Vinje - 
Vlag - 
VN (Medeoprichter) - 
Volkslied - 
Voll (Rauma) - 
Vooruitgangspartij - 
Værøy - 
Vøringsfossen

## W
Herbjørg Wassmo - 
Wapen van Noorwegen - 
Wapen van Oslo - 
Waterkrachtcentrale Kvilldal - 
Waterkrachtcentrales - 
Even Wetten - 
Wielrenners

## Y
Torbjørn Yggeseth - Het geslacht Ynglinge

## Z
Zwaar water - 
Zwarte Dood

## Æ
Æ (ligatuur)

## Ø
Øre - 
Østfold - 
Øvre Eiker - 
Øyer - 
Øygarden - 
Øystein I - 
Øystein II - 
Egil Østenstad - 
Øystre Slidre - 
Tom Henning Øvrebø

## Å
Å i Lofoten - 
Åfjord - 
Ål - 
Ålesund - 
Åmli - 
Åmot - 
Årdal - 
Ås - 
Åseral - 
Åsnes